# Taffe Mädels
Taffe Mädels (Originaltitel: The Heat) ist eine US-amerikanische Filmkomödie aus dem Jahr 2013 von Regisseur Paul Feig, die am 4. Juli 2013 in die deutschen Kinos kam.

## Handlung
FBI-Agentin Sarah Ashburn erstürmt mit einem Team ein Haus und findet im Alleingang versteckte Drogen und Waffen, als ihre Kollegen bereits abrücken wollten. Sie ist überzeugt von sich und ihrer Arbeit, während sich ihre Kollegen bereits mehrfach über ihre Art beschwert haben. Ihr einziger Freund ist die Katze der Nachbarn, von der sie gelegentlich in ihrer New Yorker Wohnung besucht wird. Ihr Vorgesetzter verweigert ihr wegen der Beschwerden der Kollegen eine für sie selbstverständliche Beförderung. Er deutet jedoch an, dass sie noch eine Chance hätte, wenn sie einen Drogenbaron namens Larkin in Boston fassen würde.
Dort angekommen, will sie den gerade inhaftierten Drogendealer Rojas nach Larkin befragen. Dabei macht sie Bekanntschaft mit Detective Mullins, einer Beamtin der örtlichen Polizei, die meist pragmatisch, derb und direkt agiert und den Dealer kurz zuvor gefasst hat. Sie weigert sich, mit Ashburn zusammenzuarbeiten, ist aber durchaus am Fall interessiert, da dieser ihr Revier betrifft, in dem sich auch ihre heruntergekommene Wohnung befindet. Über eine Prostituierte finden sie einen Nachtclub, in dem es ihnen gelingt, das Handy des Kriminellen LeSoire mit einer Wanze zu versehen. Beim Verlassen des Lokals werden sie von den beiden DEA-Agenten Craig und Adam verfolgt. Die beiden ermitteln schon lange Zeit gegen LeSoire und wollen Ashburn und Mullins nicht im Weg haben.
Die beiden werden vom Fall abgezogen und betrinken sich in Mullins Stammkneipe. Sie schenkt einem Mann im Rausch ihr Auto. Als er einsteigt, explodiert es. Ashburn erhält zudem eine Drohung gegen Mullins Familie. Die beiden bringen die Großfamilie aus der Stadt. Mullins Bruder, den sie wegen seiner Drogenkriminalität vor einigen Jahren ins Gefängnis gebracht hatte, geht zu seinem alten Arbeitgeber LeSoire, um den Ankunftsort der nächsten Drogenlieferung herauszufinden.
Er erhält einen falschen Tipp, wird angeschossen und kommt ins Krankenhaus. Das FBI kontrolliert das Drogenschmuggelboot, das sich als Partydampfer herausstellt und Ashburn schlecht aussehen lässt. In der Folge mischen die beiden auf der Suche nach Hinweisen zum nächsten Deal von Larkin die örtliche Drogenszene auf. Von Rojas bekommen sie den entscheidenden Tipp, der sie schwerbewaffnet in ein Lagerhaus am Hafen führt. Sie werden jedoch überwältigt und gefangen genommen. Es stellt sich heraus, dass Larkin der DEA-Agent Adam ist.
Die beiden können sich befreien und verfolgen Larkin alias Adam in das Krankenhaus, in dem Jason liegt. Als Larkin ihn mit einer Luft-Injektion umbringen will, schießt Ashburn ihm in die Genitalien. Der Fall ist gelöst, die beiden werden Freundinnen. Ashburn verzichtet auf die angestrebte Position in New York und bezieht als Supervisory Special Agent (SSA) ein schickes Büro in der FBI-Außenstelle in Boston.

## Hintergrund

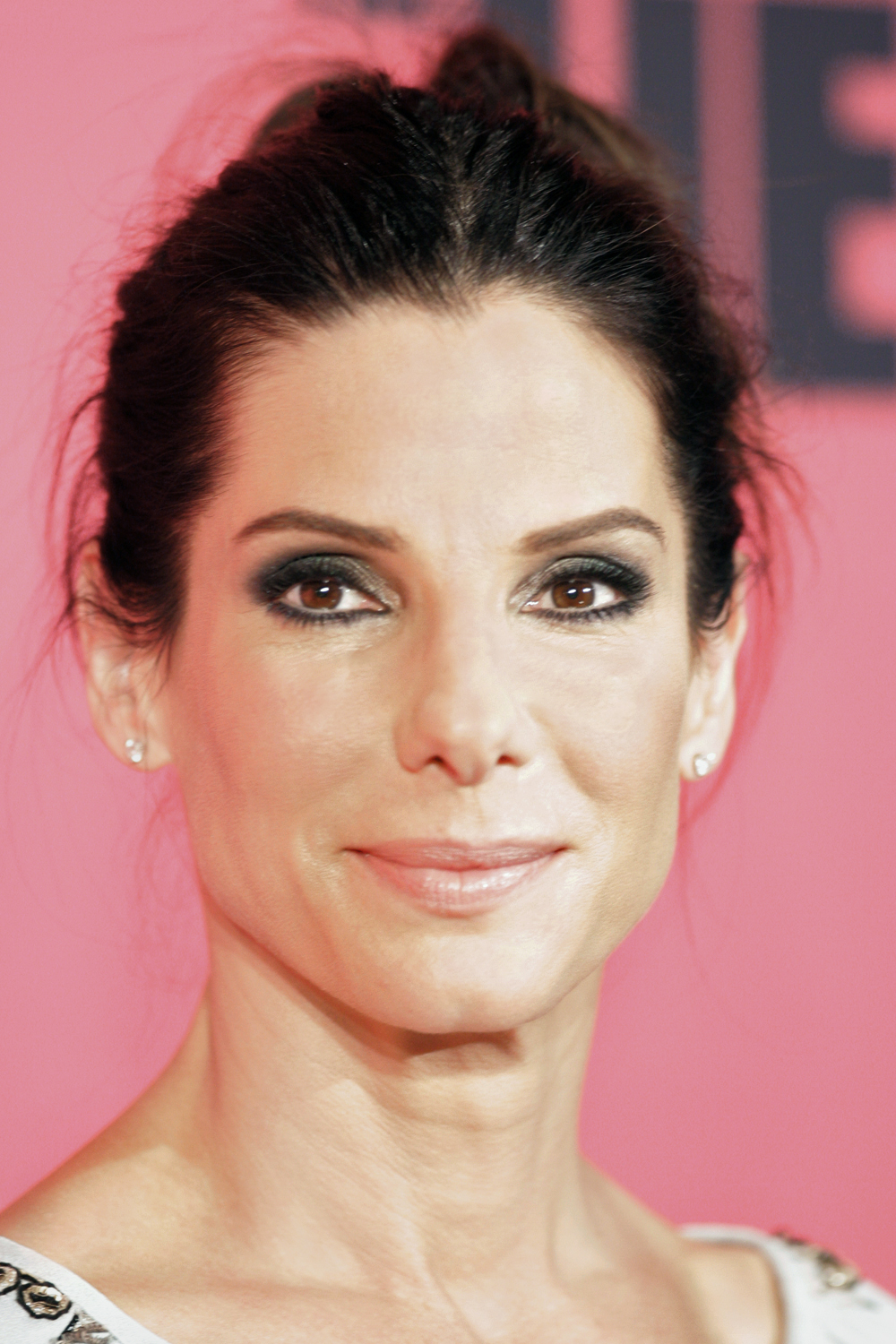
Sandra Bullock bei der Premiere des Films in Sydney

- Einige der Aufnahmen wurden im alten Sitz des Boston Herald gedreht.[4]
- Im englischsprachigen Original fragt einer von Mullins Brüdern Ashburn im Bostoner Dialekt, ob sie ein Drogenfahnder (Narc) ist. In der deutschen Synchronfassung wird daraus die Frage nach einem Sheriff, bei der das r weggelassen wird.
- Ben Falcone spielt einen Mann, den Mullins in einer Bar leidenschaftlich küsst. Er ist im wahren Leben ihr Ehemann.[5]
- Ashburns Vorgesetzter Hale hat in seinem Büro eine Aufnahme von Bombern der 309th Aerospace Maintenance and Regeneration Group hängen.[5]
- Ashburns High-School-Jahrbuch ist Sandra Bullocks tatsächliches Jahrbuch, das sie 1982 an der Washington-Lee High School in Arlington, Virginia, erhalten hatte. Zahnspange und Brille wurden nachträglich hinzugefügt.[5]
- Beim Durchschalten der Fernsehkanäle sieht Sarah Ashburn einen Ausschnitt von Matrix Reloaded.
- Sarah Ashburn stellt die Frage „Was ist das hier, Training Day?“ und spielt damit auf den US-amerikanischen Spielfilm aus dem Jahr 2001 mit Denzel Washington und Ethan Hawke in den Hauptrollen an.

## Rezeption

### Kritiken
„Eine einfachere und zutreffendere Art, diesen Film zu beschreiben, wäre wohl, dass er aus 2 Stunden voll von Melissa McCarthys vulgären Ausbrüchen und einer Sandra Bullock besteht, die erschaudert, mit ihren Armen flattert und frustriert seufzt. Wenn Sie einen anderen Grund brauchen, um den Film zu sehen, kann ich guten Gewissens eigentlich keinen bieten, da die Story liederlich und dünn ausfällt, viele Witze erzwungen und überlebt wirken und das Level der Gewalt etwas irritiert. Aber die launische Chemie zwischen McCarthy und Bullock muss man gesehen haben, sie trägt Taffe Mädels durch das faule Konzept und die schlampige Ausführung.“

„Obwohl die Geschichte dazu verleiten könnte, gleitet der Film nicht in Stereotype ab, sondern lotet die Klischees des Genres genüsslich aus. Verbunden mit der brillanten Leistung der Schauspieler und den amüsanten Dialogen bietet der Film knapp zwei Stunden kurzweiliges Kinovergnügen.“

„Dass ‘Taffe Mädels’ dennoch etwas abgeschmackt daher kommt, liegt am Genre des Buddy-Cop-Movies, mit dem weder Drehbuchautorin Katie Dippold ('Parks and Recreation') noch Feig sonderlich neues anzufangen wissen.“

„Im Vergleich zu Brautalarm wirkt Taffe Mädels insgesamt runder und auch noch ein wenig gelungener. Nicht nur, weil er seinen Figuren mehr zutraut, sondern auch, weil er unheimlich lustig ist, und das über die nicht unproblematische Laufzeit von zwei Stunden.“

„Anhand einer ziemlich vorhersehbaren und platten Story hangelt sich der Film von einem Fremdschäm-Moment zu Nächsten.“

„Bullock und McCarthy überzeugen als Chaosduo in einer überraschend kernigen Buddy-Komödie, die man sich aber im Original ansehen sollte.“

„Weibliche Variante der Cop-Buddy-Komödie, die ihr humoristisches Kapital größtenteils aus der körperlichen Präsenz der gewichtigen Protagonistin bezieht, in einer schnöden Abfolge von Gags aber die Verbrecherjagd und damit den Spannungsbogen weitgehend aus den Augen verliert. Ein konzeptloser Film, der weder aus seiner Besetzung noch den Songs Kapital schlagen kann.“

### Auszeichnungen

#### Teen Choice Awards 2013
- Auszeichnung in der Kategorie Choice Movie: Chemistry für Sandra Bullock und Melissa McCarthy
- Auszeichnung in der Kategorie Choice Summer Movie Star: Female für Sandra Bullock
- Nominierung in der Kategorie Choice Summer Movie Star: Female für Melissa McCarthy

#### People’s Choice Awards 2014
- Auszeichnung in der Kategorie Favorite Comedic Movie
- Nominierung in der Kategorie Favorite Movie Duo für Sandra Bullock und Melissa McCarthy

#### Critics’ Choice Movie Awards 2014
- Nominierung in der Kategorie Beste Schauspielerin in einer Komödie für Sandra Bullock und Melissa McCarthy